# Cratere Leona
Leona  è un cratere sulla superficie di Venere.